# Thank You (singel Dido)
Thank You – trzeci singiel piosenkarki Dido z debiutanckiego albumu "No Angel". W 2000 roku Eminem użył fragmentów utworu w piosence "Stan", która stała się wielkim hitem. Dzięki współpracy z raperem i udziale w klipie do utworu, Dido znacznie zyskała na popularności, a wydany kilka miesięcy singel również osiągnął ogromny sukces.

## Listy utworów, formaty i wersje singla
1 Track Promo Single
1. "Thank You" (Album Version)

Maxi-Single
1. "Thank You" (Album Version)
2. "Thank You" (Deep Dish Not Elton Vocal)
3. "Thank You" (Skinny Mix)

Enhanced Single
1. "Thank You" (Album Version)
2. "Thank You" (Deep Dish Not Elton Vocal Radio Edit)
3. "Thank You" (Skinny Mix)
4. "Thank You" (CD-Rom Video)

## Pozycje na listach
| Lista (2001)                                 | Najwyższa pozycja |
| -------------------------------------------- | ----------------- |
| Świat                                        | 1                 |
| Argentyna Singles Chart                      | 1                 |
| Australia Singles ARIA Charts                | 1                 |
| Austria Singles Chart                        | 1                 |
| Belgia Singles Chart (Flandria)              | 12                |
| Belgia Singles Chart (Walonia)               | 19                |
| Brazylia Singles Chart                       | 1                 |
| Kanada Singles Chart                         | 1                 |
| Holandia Singles Chart                       | 8                 |
| Francja Singles Chart                        | 15                |
| Włochy Singles Chart                         | 20                |
| Niemcy Singles Chart                         | 17                |
| Grecja Singles Chart                         | 3                 |
| Nowa Zelandia Singles Chart                  | 1                 |
| Norwegia Singles Chart                       | 5                 |
| Portugalia Airplay Chart                     | 2                 |
| Rosja Singles Chart                          | 1                 |
| Hiszpania Singles Chart                      | 1                 |
| Szwecja Singles Chart                        | 22                |
| Szwajcaria Singles Chart                     | 1                 |
| UK Singles Chart                             | 3                 |
| U.S. Billboard Hot 100                       | 3                 |
| U.S. Billboard Hot Dance Club Play           | 1                 |
| U.S. Billboard Hot Adult Top 40 Tracks       | 1                 |
| U.S. Billboard Hot Adult Contemporary Tracks | 1                 |
| U.S. Billboard Top 40 Mainstream             | 1                 |
| U.S. Billboard Hot Singles Sales             | 22                |